# Best of Both Worlds Tour
Cet article possède un paronyme, voir The Best of Both Worlds.
Tournées par Miley Cyrus et Hannah Montana
Wonder World Tour
(2009)
Best of Both Worlds Tour est la première tournée de l'artiste américaine Miley Cyrus. La tournée a été organisée pour promouvoir le double album Hannah Montana 2: Meet Miley Cyrus, qui se compose de la bande sonore de la deuxième saison de Hannah Montana et son premier album studio.

## Chansons
Ouverture
Jonas Brothers 
1. Kids of the Future
2. Just Friends
3. That's Just the Way We Roll
4. Hello Beautiful
5. Goodnight and Goodbye
6. Hold On
7. SOS

Aly & AJ 
1. Closure
2. Division
3. Potential Breakup Song
4. Insomniatic
5. Bullseye
6. No One
7. Like Whoa

Hannah Montana
1. Rock Star
2. Life's What You Make It
3. Just Like You
4. Old Blue Jeans
5. Nobody's Perfect
6. Pumpin' Up the Party
7. I Got Nerve
8. We Got the Party avec les Jonas Brothers (première partie de la tournée)/ Rock and Roll All Nite avec Aly and AJ (2e partie) ou Everlife (3e partie)

Intermède
Jonas Brothers 
1. When You Look Me in the Eyes
2. Year 3000

Aly & AJ 
1. Chemicals React
2. Rush

Miley Cyrus
1. Start All Over
2. Good and Broken
3. See You Again
4. Let's Dance
5. Right Here
6. East Northumberland High
7. G.N.O. (Girl's Night Out)
8. The Best of Both Worlds

## Dates
| Date               | Ville                   | Stade                                |
| ------------------ | ----------------------- | ------------------------------------ |
| Amérique du Nord   |                         |                                      |
| Automne/Hiver 2007 |                         |                                      |
| 18 octobre         | St. Louis, MO           | Scottrade Center                     |
| 20 octobre         | Moline, IL              | I Wireless Center                    |
| 21 octobre         | Minneapolis, MN         | Target Center                        |
| 23 octobre         | Omaha, NE               | Qwest Center                         |
| 25 octobre         | Denver, CO              | Pepsi Center                         |
| 26 octobre         | Salt Lake City, UT      | EnergySolutions Arena                |
| 27 octobre         | Salt Lake City, UT      | EnergySolutions Arena                |
| 29 octobre         | Seattle, WA             | Key Arena                            |
| 30 octobre         | Portland, OR            | Rose Garden                          |
| 1er novembre       | Oakland, CA             | Oracle Arena                         |
| 3 novembre         | Anaheim, CA             | Honda Center                         |
| 4 novembre         | San Jose, CA            | HP Pavilion at San Jose              |
| 5 novembre         | Fresno, CA              | Save Mart Center                     |
| 7 novembre         | Los Angeles, CA         | Staples Center                       |
| 8 novembre         | San Diego, CA           | San Diego Sports Arena               |
| 9 novembre         | Glendale, AZ            | Jobing.com Arena                     |
| 11 novembre        | Houston, TX             | Toyota Center                        |
| 12 novembre        | San Antonio, TX         | AT&T Center                          |
| 14 novembre        | Fort Worth, TX          | Fort Worth Convention Center         |
| 15 novembre        | Bossier City, LA        | CenturyTel Center                    |
| 19 novembre        | Tampa, FL               | St. Pete Times Forum                 |
| 20 novembre        | Sunrise, FL             | BankAtlantic Center                  |
| 23 novembre        | Nashville, TN           | Sommet Center                        |
| 24 novembre        | Knoxville, TN           | Thompson-Boling Arena                |
| 25 novembre        | Greensboro, NC          | Greensboro Coliseum                  |
| 27 novembre        | Charlotte, NC           | Charlotte Bobcats Arena              |
| 28 novembre        | Duluth, GA              | Arena at Gwinnett Center             |
| 29 novembre        | Memphis, TN             | FedEx Forum                          |
| 1er décembre       | Little Rock, AR         | Alltel Arena                         |
| 2 décembre         | Oklahoma City, OK       | Ford Center                          |
| 3 décembre         | Kansas City, MO         | Sprint Center                        |
| 5 décembre         | Auburn Hills, MI        | The Palace of Auburn Hills           |
| 6 décembre         | Grand Rapids, MI        | Van Andel Arena                      |
| 8 décembre         | Rosemont, IL            | Allstate Arena                       |
| 9 décembre         | Indianapolis, IN        | Conseco Fieldhouse                   |
| 11 décembre        | Columbus, OH            | Nationwide Arena                     |
| 12 décembre        | Lexington, KY           | Rupp Arena                           |
| 13 décembre        | Cincinnati, OH          | US Bank Arena                        |
| 15 décembre        | Toronto, ON             | Air Canada Centre                    |
| 16 décembre        | Rochester, NY           | Blue Cross Arena                     |
| 17 décembre        | Philadelphie, PA        | Wachovia Center                      |
| 19 décembre        | Hartford, CT            | Hartford Civic Center                |
| 20 décembre        | Providence, RI          | Dunkin Donuts Center                 |
| 21 décembre        | Worcester, MA           | DCU Center                           |
| 22 décembre        | Worcester, MA           | DCU Center                           |
| 27 décembre        | Uniondale, NY           | Nassau Coliseum                      |
| 28 décembre        | Uniondale, NY           | Nassau Coliseum                      |
| 29 décembre        | Newark, NJ              | Prudential Center                    |
| 30 décembre        | Newark, NJ              | Prudential Center                    |
| Hiver 2008         |                         |                                      |
| 3 janvier          | Cleveland, OH           | Quicken Loans Arena                  |
| 4 janvier          | Pittsburgh, PA          | Mellon Arena                         |
| 5 janvier          | Atlantic City, NJ       | Boardwalk Hall                       |
| 7 janvier          | Washington, DC          | Verizon Center                       |
| 8 janvier          | Baltimore, MD           | 1st Mariner Arena                    |
| 9 janvier          | Albany, NY              | Times Union Center                   |
|                    | Extension avec Aly & AJ |                                      |
| 11 janvier         | Détroit, MI             | Joe Louis Arena                      |
| 13 janvier         | Milwaukee, WI           | Bradley Center                       |
| 14 janvier         | Chicago, IL             | United Center                        |
| 15 janvier         | St. Louis, MO           | Scottrade Center                     |
| 18 janvier         | Las Vegas, NV           | MGM Grand Arena                      |
| 19 janvier         | Las Vegas, NV           | MGM Grand Arena                      |
| 20 janvier         | Las Vegas, NV           | MGM Grand Arena                      |
| 22 janvier         | Glendale, AZ            | Jobing.com Arena                     |
| 24 janvier         | Austin, TX              | Frank Erwin Center                   |
|                    | Extension avec Everlife |                                      |
| 25 janvier         | Lafayette, LA           | Cajundome                            |
| 26 janvier         | La Nouvelle-Orléans, LA | New Orleans Arena                    |
| 28 janvier         | Orlando, FL             | Amway Arena                          |
| 29 janvier         | Orlando, FL             | Amway Arena                          |
| 30 janvier         | Jacksonville, FL        | Jacksonville Veterans Memorial Arena |
| 31 janvier         | Miami, FL               | American Airlines Arena              |
| Houston Rodeo      |                         |                                      |
| 9 mars             | Houston, TX             | Reliant Stadium                      |

## Recettes
La tournée a rapporté 54 000 000 $.

## Film
Cette tournée a été adaptée au cinéma sous le nom de Hannah Montana et Miley Cyrus : Le Film concert évènement, il a rapporté 70 564 816 $